# Черца Монтанара (Потенца)
Черца Монтанара (итал. Cerza Montanara) је насеље у Италији у округу Потенца, региону Базиликата.
Према процени из 2011. у насељу је живело 122 становника. Насеље се налази на надморској висини од 848 м.